# NGC 1454
NGC 1454 est une étoile située dans la constellation de l'Éridan. 
L'astronome américain Frank Müller a enregistré la position de cette étoile en 1886.